# Welwyn Garden City
Koordinaten: 51° 48′ N, 0° 13′ W

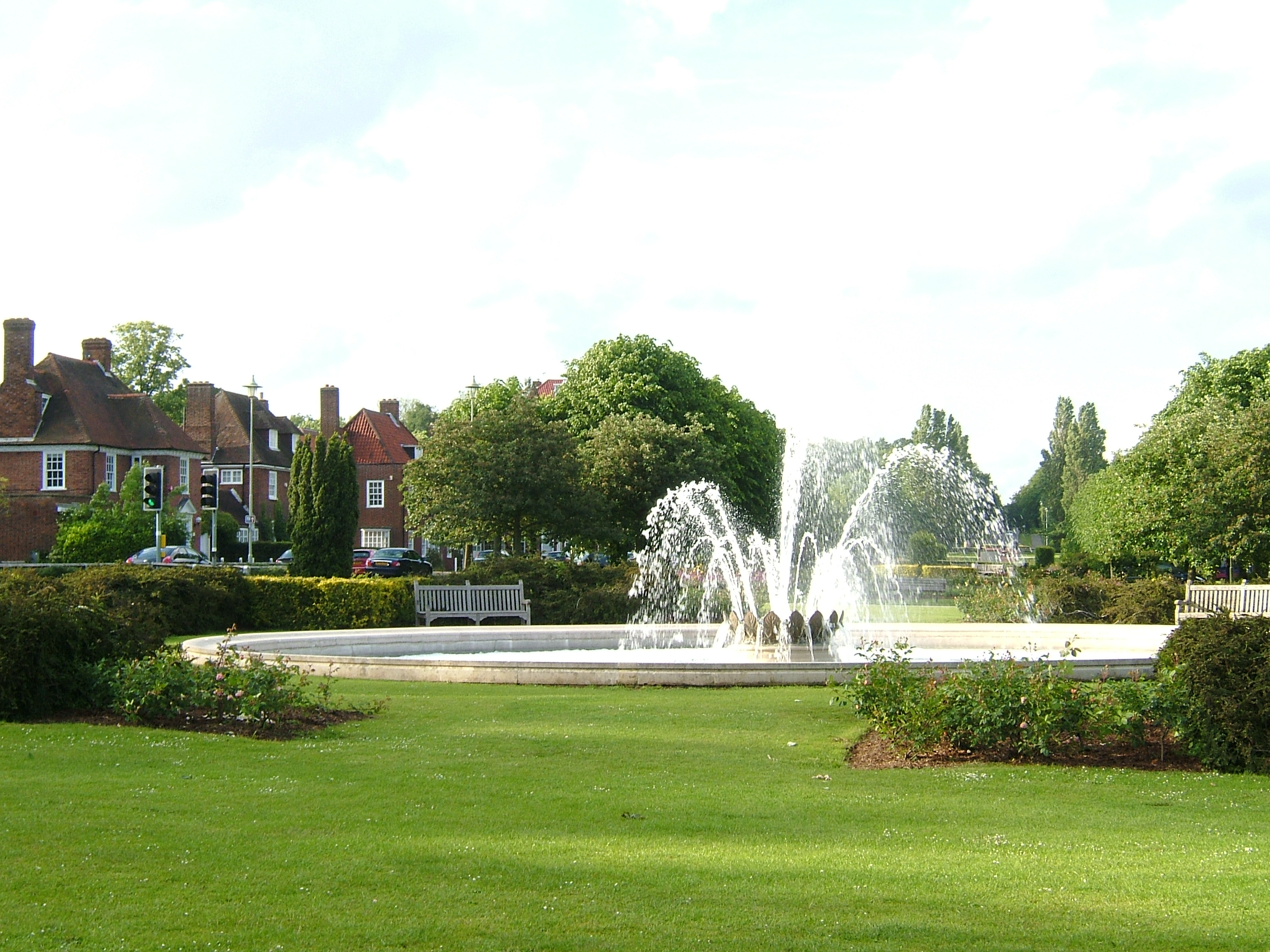
Parkway Fountain in Welwyn Garden City

Welwyn Garden City ist eine Stadt in Hertfordshire, England, Vereinigtes Königreich mit 43.252 Einwohnern (Volkszählung 2001).

## Name
Der Name Welwyn Garden City (Aussprache: [ˈwɛlɪn] ⓘ; deutsche Übersetzung: Welwyn Gartenstadt) wird oft zu WGC oder Welwyn GC abgekürzt. Sie ist von der namensgebenden Nachbargemeinde Welwyn (auch Welwyn Village oder Old Welwyn), einer eigenständigen, ca. vier Kilometer nördlich gelegenen und seit dem Hochmittelalter bestehenden Gemeinde, zu unterscheiden.

## Geschichte
Welwyn Garden City ist eine Gartenstadt im Sinne der Bewegung von Ebenezer Howard. Howard selbst hat WGC im Jahr 1920 gegründet (als zweite britische Gartenstadt nach Letchworth Garden City); entworfen wurde sie von Louis de Soissons.
Die Stadt ist der Entstehungsort der Idee „Meals on Wheels“ (deutsch „Essen auf Rädern“). Im Dezember 1943 wurden hier erstmals Mahlzeiten per Fahrzeug an bedürftige Bürger ausgeliefert.

## Lage und Verkehr

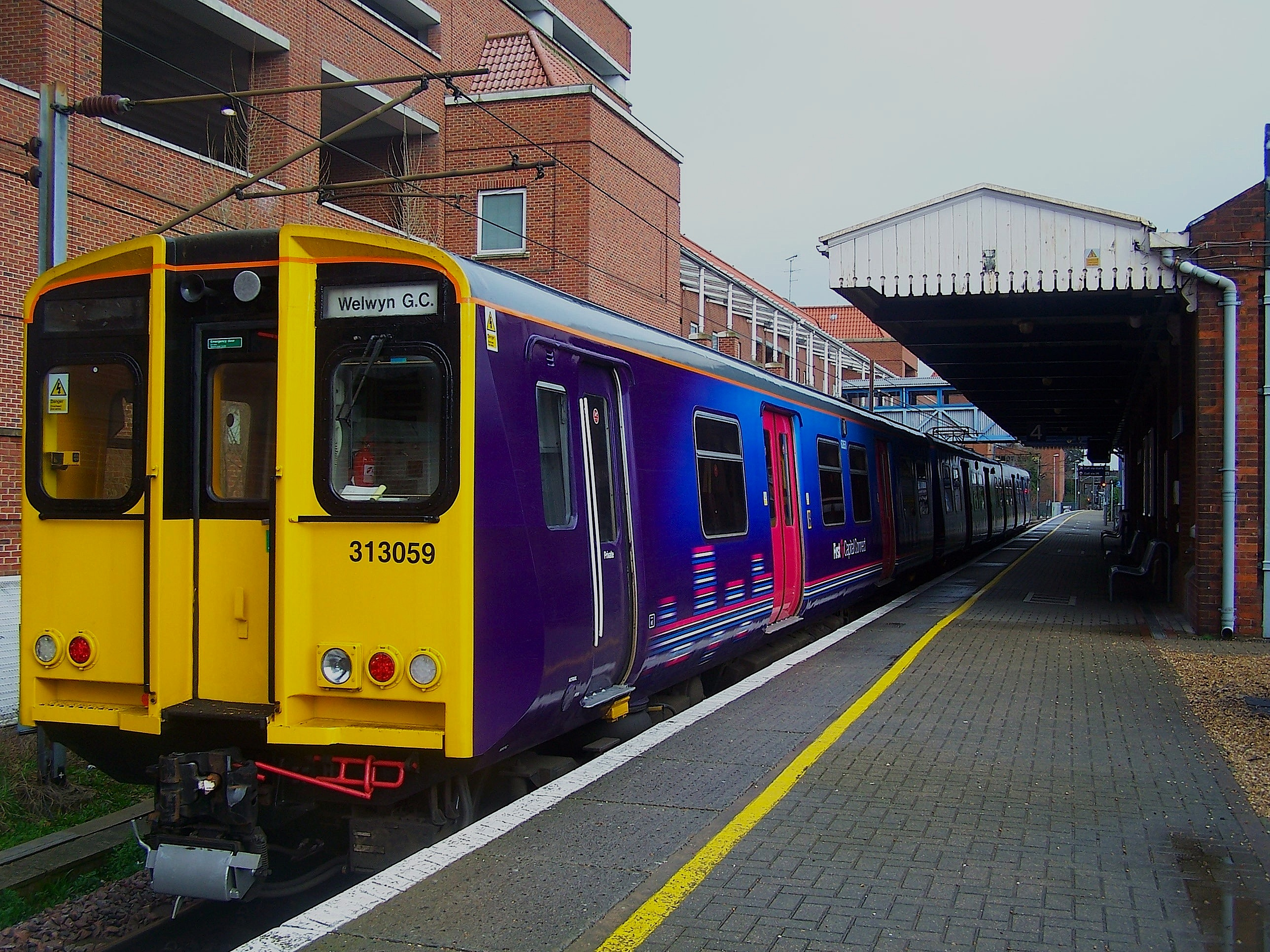
Bahnhof Welwyn Garden City

Welwyn GC liegt etwa 35 Kilometer nördlich der Londoner Innenstadt und bildet seit 1974 mit den ehemaligen Landbezirken („rural districts“) Hatfield und Welwyn den District (seit 2006 Borough) Welwyn Hatfield. Wie Hatfield fungiert WGC immer mehr als Schlafstadt für Pendler, die in London arbeiten. Der gesamte District hatte 2003 rund 97.000 Einwohner.
Von London im Süden ist Welwyn Garden City über die autobahnähnliche A1(M) zu erreichen, die westlich an der Stadt vorbeiführt; von ihr geht nach Osten die A414 ab, die im Süden an WGC vorbeiführt. Der Bahnhof von WGC ist an der Strecke der East Coast Main Line, einer Hauptachse der Britischen Eisenbahn, die von London über Yorkshire nach Schottland führt. Bei Welwyn führt sie über ein Viadukt aus viktorianischer Zeit über das Flusstal des Mimram.

## Wirtschaft
Vorrangige Wirtschaftsfaktoren der Stadt sind die Nahrungsmittel- und Pharmaindustrie sowie Computerfirmen. Eines der größten Unternehmen ist ein Frühstücksflocken-Hersteller, der heute zum Nestlé-Konzern gehört. Die Fabrik soll allerdings geschlossen werden, da dem Unternehmen das Gelände in WGC zu klein ist; die Produktion soll nach Devon verlagert werden. Im Norden der Stadt hat die Supermarktkette Tesco eine größere Niederlassung.
Eine der Ideen der Gartenstadt-Architekten war, dass alle Einwohner in einem Kaufhaus einkaufen sollten. Daher setzten sie das Welwyn Store als zentralen Anlaufpunkt in die Stadtmitte. Heute gehört es zur John Lewis PLC-Kaufhauskette und ist nicht mehr das einzige der Stadt.
1990 wurde das nach dem Stadtgründer benannte Einkaufszentrum Howard Centre eröffnet. Vom 31. März bis zum 17. April 2006 fand vor dem Howard Centre das nach Angaben der Veranstalter erste „Deutsche Osterfest“ im Vereinigten Königreich („German Easter Festival“, im Stile eines Weihnachtsmarktes) statt.

## Söhne und Töchter der Stadt
Der ehemalige Rolling-Stones-Gitarrist Mick Taylor (* 1949), das ehemalige Bandmitglied und Texter von Procol Harum Keith Reid (1946–2023), der Musiker Chris Barber (1930–2021), die Schauspielerin Briony McRoberts (1957–2013), der Fußballspieler und Torhüter der englischen Nationalelf David James (* 1970), der Schauspieler Edmund Purdom (1924–2009), der Profi-Golfer Nick Faldo (* 1957), die Langstreckenläuferin Liz Yelling (* 1974), das Model Lisa Snowdon (* 1972), der Wasserspringer Ben Swain (* 1986), die Sängerin Alesha Dixon (* 1978), die Schauspielerin und Tänzerin Una Stubbs (1937–2021), die Schriftstellerin Janet Marjorie Brisland (1943–2006) und die Mitglieder der britischen Indie-Rock-Band The Subways sind in Welwyn Garden City geboren.
Ebenezer Howard selbst (bis zu seinem Tod im Jahre 1928), der Künstler Damien Hirst, Sweet-Schlagzeuger Mick Tucker (bis zu seinem Tod im Jahr 2002), Sandra Marshall, eine Mitgründerin der Frauenbewegung „Feminenza“ und Russ Bray, der wohl bekannteste Caller (Schiedsrichter, dt. „Ansager“) des Dartsports, mit seiner Frau und seinen vier Kindern, leben oder lebten in der Stadt.